# Feliks Michał Wygrzywalski
Feliks Michał Wygrzywalski (né le 20 novembre 1875 à Przemyśl et mort le 5 septembre 1944 à Rzeszów) est un peintre orientaliste polonais.

## Biographie
Feliks Michał Wygrzywalski se forme de 1893 à 1898 à l'Académie des beaux-arts de Munich (Kunstakademie) et à l'Académie Julian à Paris. En 1900, il s'installe à Rome, où il rencontre une jeune Italienne, Rosa Imassa, qu'il épouse. Au cours de son séjour à Rome, pour compléter sa formation, il effectue des copies d'œuvres d'un certain nombre de maîtres de la Renaissance, en particulier du Caravage, de Raphaël, du Guerchin, de Vélasquez ou de Titien. Il y peint également des paysages et des nus.
En 1906, à la recherche de nouveaux thèmes et de nouvelles couleurs, il se rend en Égypte, où il peint de nombreuses scènes orientalistes. En 1908, il s'installe à Lviv, dans l'ouest de l'Ukraine, où il est chargé de décorer les murs de la Chambre de commerce et d'industrie de la ville. C'est à cette époque qu'il commence à s'intéresser à la scénographie et à concevoir des décors de théâtre. Au cours de la Première Guerre mondiale, il reste en Russie, à Rostov-sur-le-Don, où il est professeur de dessin.
Son fils, Feliks Kazimierz Wygrzywalski (pl) (1903-1966) était également peintre.

## Sources
- (pl) Cet article est partiellement ou en totalité issu de l’article de Wikipédia en polonais intitulé « Feliks Michał Wygrzywalski » (voir la liste des auteurs).